# László Ungvárnémeti Tóth
Dans le nom hongrois Ungvárnémeti Tóth László, le nom de famille précède le prénom, mais cet article utilise l’ordre habituel en français László Ungvárnémeti Tóth, où le prénom précède le nom.
László Ungvárnémeti Tóth ([ˈlaːsloː], [ˈungvaːɾneːmɛti ˈtoːt]), né le 17 février 1788 à Kistokaj et décédé le 31 août 1820 à Vienne, était un poète hongrois. 